# Tschachitscher Kirchenruine

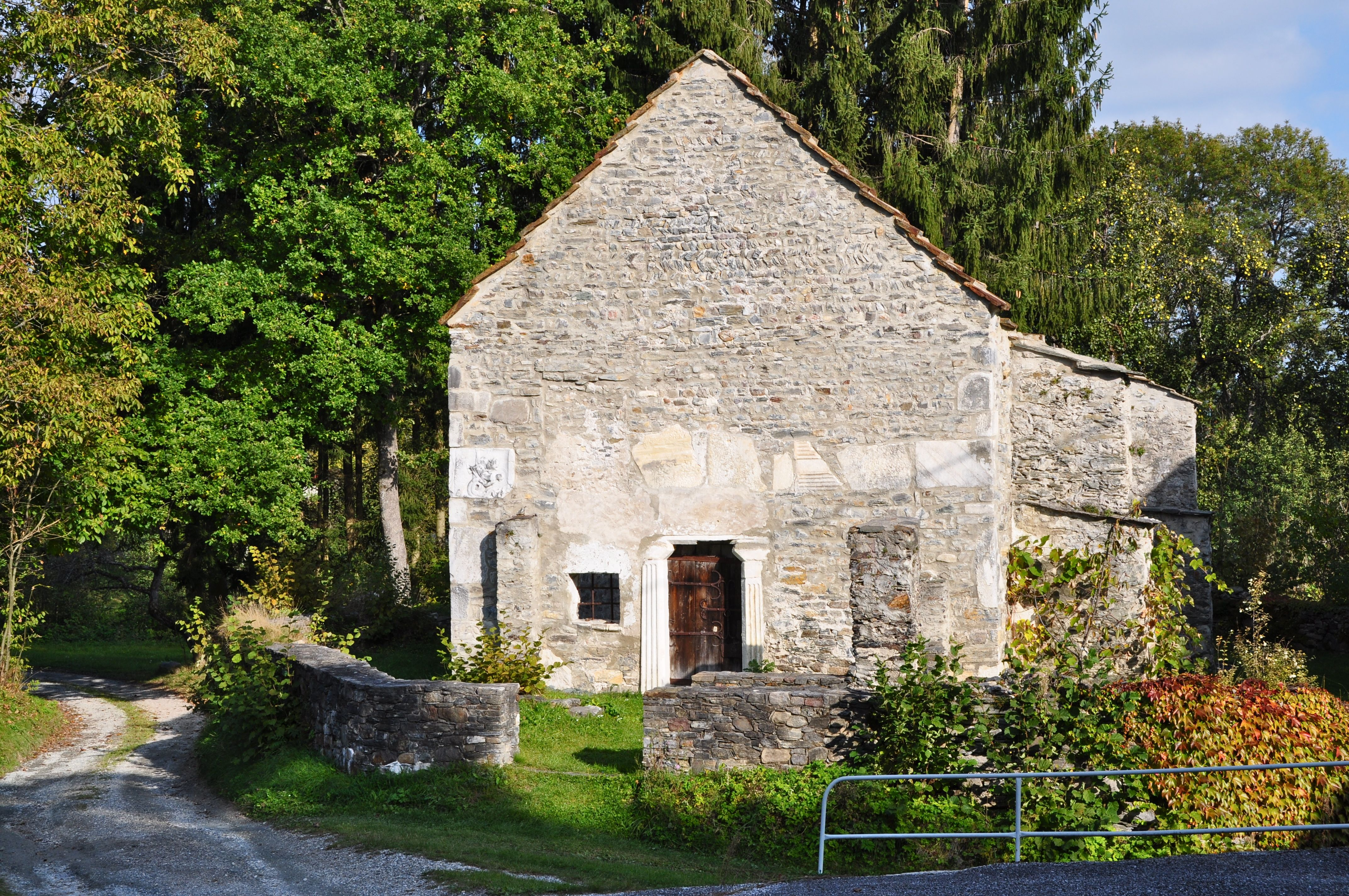
Tschachitscher Kirchenruine

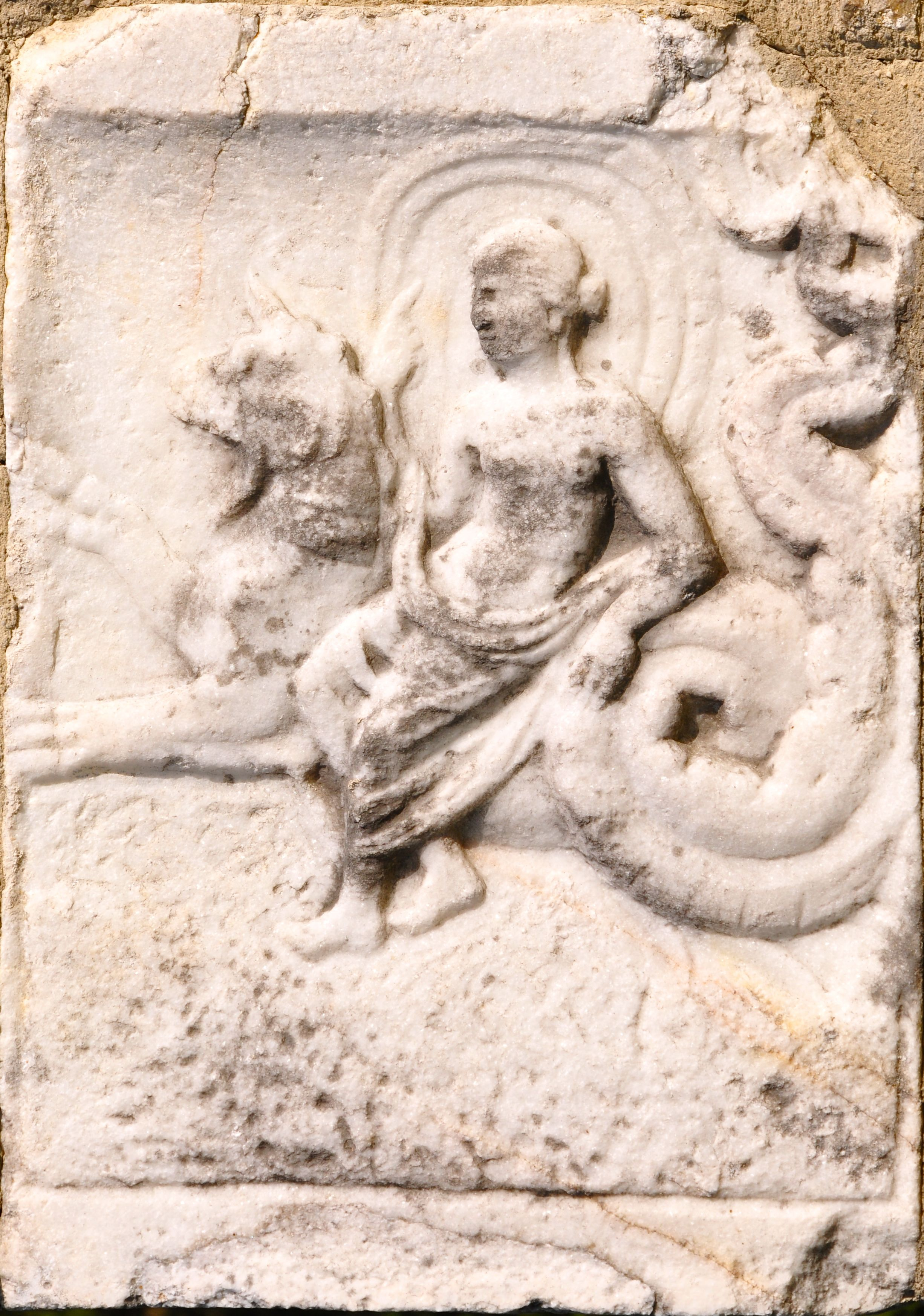
Spolie: Meergreif und Nereide

Die Tschachitscher Kirchenruine ist eine Ruine der römisch-katholischen Kirche St. Stephan in Tschachitsch in der KG Waiern in der Stadtgemeinde Feldkirchen in Kärnten. Die Ruine steht unter Denkmalschutz (Listeneintrag).

## Geschichte
Die Kirche wurde im 12. Jahrhundert erstmals als Filialkirche von Tiffen erwähnt. 1190 schenkten sie die Grafen von Treffen dem Stift Ossiach. Altar und Glocke stammten aus dem 16. Jahrhundert. Für 1723 sind nur noch sechs Gottesdienste erwähnt, was genauso für eine geringe Bedeutung spricht, wie der mehrfache Wechsel der Muttergemeinde im 19. Jahrhundert: zuerst Feldkirchen, dann St. Ulrich und schließlich Glanhofen. 1894 wurde der letzte Gottesdienst gefeiert. 1914 erfolgte eine Sanierung und im selben Jahr ein Blitzschlag, in dessen Folge die Kirche verfiel. Der Altar kam an das Diözesanmuseum des Bistums Gurk. Die Ruine wurde 1950 verkauft. 1985 wurde die Ruine unter Denkmalschutz gestellt. 2005 wurde die Ruine gesichert und das bestehende Mauerwerk saniert.

## Bauwerk
Die Ruine der kleinen romanischen Kirche steht in einem von einer Mauer umgebenen Kirchhof. Das längsrechteckige Schiff ist durch einen rundbogigen Triumphbogen mit dem eingezogenen Chor mit geradem Schluss verbunden. Das Westportal hat einen geraden Sturz, der von kannelierten Pfeilern getragen wird. Erhalten sind die westliche Giebelwand, teilweise mit Opus spicatum, die Nordwand des Schiffes und die nördliche Chorwand. In dem Bruchsteinmauerwerk wurden römische Spolien mit verwendet.

## Belege
- Informationstafel an der Tschachitscher Kirchenruine
- Dehio-Handbuch. Die Kunstdenkmäler Österreichs. Kärnten. Anton Schroll, Wien 2001, ISBN 3-7031-0712-X, S. 831